# Rittersmühle (Stockheim)
Rittersmühle ist ein Gemeindeteil der Gemeinde Stockheim im Landkreis Kronach (Oberfranken, Bayern).

## Geographie
Die Einöde liegt am rechten Ufer der Haßlach am Fuße der bewaldeten Anhöhe Eilaberg (517 m ü. NHN, 0,8 km südöstlich). Ein Anliegerweg führt 0,25 km westlich zur Bundesstraße 85, die nordöstlich nach Pressig bzw. südwestlich nach Neukenroth verläuft.

## Geschichte
Gegen Ende des 18. Jahrhunderts gehörte Rittersmühle zur Realgemeinde Neukenroth. Das Hochgericht übte das bambergische Centamt Kronach aus. Das bambergische Amt Fürth am Berg war Grundherr der Schneidmühle.
Mit dem Gemeindeedikt wurde Rittersmühle dem 1808 gebildeten Steuerdistrikt Neukenroth und der 1818 gebildeten Ruralgemeinde Neukenroth zugewiesen. Am 1. Januar 1975 wurden Neukenroth und damit auch Rittersmühle im Zuge der Gebietsreform in Bayern in die Gemeinde Stockheim eingegliedert.

### Einwohnerentwicklung
| Jahr      | 001818 | 001861 | 001871 | 001885 | 001900 | 001925 | 001950 | 001961 | 001970 | 001987 |
| Einwohner |        | 5      | 5      | 5      | 5      | 0      | 13     | 13     | 5      | 5      |
| Häuser    | 1      |        |        | 1      | 1      | 0      | 1      | 1      |        | 1      |
| Quelle    | [ 5 ]  | [ 7 ]  | [ 8 ]  | [ 9 ]  | [ 10 ] | [ 11 ] | [ 12 ] | [ 13 ] | [ 14 ] | [ 1 ]  |

## Religion
Der Ort ist römisch-katholisch geprägt und bis heute nach St. Katharina (Neukenroth) gepfarrt.